# Stefan Schödl
Stefan Schödl (* 29. April 1957 in Sandviken, Schweden; † 20. April 2005 in Wien, Österreich) war ein österreichischer Entomologe.

## Leben
Stefan Schödl wurde als mittleres von drei Kindern in Schweden geboren, wo sein Vater in den 1950er Jahren als Arzt arbeitete. Seine ersten beiden Schuljahre absolvierte er in Storvik, bevor seine Mutter mit den Kindern nach Wien-Landstraße übersiedelte. In Wien schloss Stefan Schödl die Volksschule und anschließend das Bundesgymnasium III in der Kundmanngasse ab und maturierte 1976. Nach dem Präsenzdienst beim Österreichischen Bundesheer immatrikulierte er an der Universität Wien und begann zuerst ein Studium der Medizin, beschloss jedoch nach drei Semestern, Biologie zu inskribieren. Das Biologiestudium belegte er mit dem Hauptfach Zoologie und dem Nebenfach Botanik. Schödl wurde am Hietzinger Friedhof in Wien bestattet.

## Werk
Schödl spezialisierte sich auf Insekten, 1988 begann er eine Dissertation über die Wasserkäfer (Hydrophilidae) der Gattung Berosus in der Alten Welt. Sein Doktorvater war der damalige Direktor der 2. Zoologischen Abteilung des 
Naturhistorischen Museums Wien, Maximilian Fischer, ein Spezialist für die Hautflügler-Familie der Brackwespen. Damit gab es für Schödl Berührungspunkte nicht nur mit der wissenschaftlichen Arbeit des Naturhistorischen Museums, sondern auch mit den Hautflüglern, über die er später zahlreiche Arbeiten schrieb. Betreut wurde seine Dissertation vorwiegend von Manfred A. Jäch, dem Leiter der Wasserkäfersammlung, mit dem Schödl später auch mehrere Forschungsreisen nach Ostasien unternahm. Seine Dissertation und die Sammlung des Museums waren für Schödl ein Ansatzpunkt für die Revision der weltweit verbreiteten Gattung Berosus. Diese Revision führte er in den Jahren 1991 bis 1994 durch.
Stefan Schödl beschrieb 52 neue Taxa, hauptsächlich Wasserkäferarten und Ameisen der Gattung Meranoplus. Nach ihm wurden bis zum Jahr 2005 33 Insektenarten mit dem Artepitheton schoedli, stefani oder stefanschoedli benannt.

## Werke
- Revision der Gattung Berosus LEACH. 1.–5. Teil, Koleopterologische Rundschau, 61-64, und Annalen des Naturhistorischen Museums, 96B, 1991–1994 (zobodat.at [PDF], zobodat.at [PDF], zobodat.at [PDF], zobodat.at [PDF], zobodat.at [PDF]).